# Seria GP2 – Hockenheimring 2016
Runda GP2 na torze Hockenheimring – siódma runda mistrzostw serii GP2 w sezonie 2016.

## Lista startowa
| Nr | Kierowca            | Zespół                  | Samochód       | Silnik              | Opony |
| -- | ------------------- | ----------------------- | -------------- | ------------------- | ----- |
| 1  | Nobuharu Matsushita | ART Grand Prix          | Dallara GP2/11 | Mecachrome V8 4.00l | P     |
| 2  | Siergiej Sirotkin   | ART Grand Prix          | Dallara GP2/11 | Mecachrome V8 4.00l | P     |
| 3  | Norman Nato         | Racing Engineering      | Dallara GP2/11 | Mecachrome V8 4.00l | P     |
| 4  | Jordan King         | Racing Engineering      | Dallara GP2/11 | Mecachrome V8 4.00l | P     |
| 5  | Alex Lynn           | DAMS                    | Dallara GP2/11 | Mecachrome V8 4.00l | P     |
| 6  | Nicholas Latifi     | DAMS                    | Dallara GP2/11 | Mecachrome V8 4.00l | P     |
| 7  | Mitch Evans         | Pertamina Campos Racing | Dallara GP2/11 | Mecachrome V8 4.00l | P     |
| 8  | Sean Gelael         | Pertamina Campos Racing | Dallara GP2/11 | Mecachrome V8 4.00l | P     |
| 9  | Raffaele Marciello  | Russian Time            | Dallara GP2/11 | Mecachrome V8 4.00l | P     |
| 10 | Artiom Markiełow    | Russian Time            | Dallara GP2/11 | Mecachrome V8 4.00l | P     |
| 11 | Gustav Malja        | Rapax                   | Dallara GP2/11 | Mecachrome V8 4.00l | P     |
| 12 | Arthur Pic          | Rapax                   | Dallara GP2/11 | Mecachrome V8 4.00l | P     |
| 14 | Philo Paz Armand    | Trident                 | Dallara GP2/11 | Mecachrome V8 4.00l | P     |
| 15 | Luca Ghiotto        | Trident                 | Dallara GP2/11 | Mecachrome V8 4.00l | P     |
| 18 | René Binder         | Carlin                  | Dallara GP2/11 | Mecachrome V8 4.00l | P     |
| 19 | Marvin Kirchhöfer   | Carlin                  | Dallara GP2/11 | Mecachrome V8 4.00l | P     |
| 20 | Antonio Giovinazzi  | Prema Racing            | Dallara GP2/11 | Mecachrome V8 4.00l | P     |
| 21 | Pierre Gasly        | Prema Racing            | Dallara GP2/11 | Mecachrome V8 4.00l | P     |
| 22 | Oliver Rowland      | MP Motorsport           | Dallara GP2/11 | Mecachrome V8 4.00l | P     |
| 23 | Daniël de Jong      | MP Motorsport           | Dallara GP2/11 | Mecachrome V8 4.00l | P     |
| 24 | Nabil Jeffri        | Arden International     | Dallara GP2/11 | Mecachrome V8 4.00l | P     |
| 25 | Jimmy Eriksson      | Arden International     | Dallara GP2/11 | Mecachrome V8 4.00l | P     |
| Nr | Kierowca            | Zespół                  | Samochód       | Silnik              | Opony |

## Wyniki

### Sesja treningowa
| Nr | Kierowca     | Konstruktor  | Czas     | Okr. |
| -- | ------------ | ------------ | -------- | ---- |
| 21 | Pierre Gasly | Prema Racing | 1:23,269 | 19   |

### Kwalifikacje
Źródło: gpupdate.net
| 1                 | 2  | Siergiej Sirotkin   | ART Grand Prix          | 1:22,193 | 1       |
| 2                 | 21 | Pierre Gasly        | Prema Racing            | 1:22,209 | 2       |
| 3                 | 9  | Raffaele Marciello  | Russian Time            | 1:22,369 | 3       |
| 4                 | 22 | Oliver Rowland      | MP Motorsport           | 1:22,413 | 4       |
| 5                 | 5  | Alex Lynn           | DAMS                    | 1:22,422 | 5       |
| 6                 | 3  | Norman Nato         | Racing Engineering      | 1:22,489 | 6       |
| 7                 | 6  | Nicholas Latifi     | DAMS                    | 1:22,524 | 7       |
| 8                 | 4  | Jordan King         | Racing Engineering      | 1:22,548 | 8       |
| 9                 | 19 | Marvin Kirchhöfer   | Carlin                  | 1:22,796 | 9       |
| 10                | 10 | Artiom Markiełow    | Russian Time            | 1:22,805 | 10      |
| 11                | 1  | Nobuharu Matsushita | ART Grand Prix          | 1:22,812 | 11      |
| 12                | 11 | Gustav Malja        | Rapax                   | 1:23,065 | 12      |
| 13                | 15 | Luca Ghiotto        | Trident                 | 1:23,066 | 13      |
| 14                | 7  | Mitch Evans         | Pertamina Campos Racing | 1:23,398 | 14      |
| 15                | 23 | Daniël de Jong      | MP Motorsport           | 1:23,400 | 15      |
| 16                | 18 | René Binder         | Carlin                  | 1:23,465 | 16      |
| 17                | 12 | Arthur Pic          | Rapax                   | 1:23,469 | 17      |
| 18                | 24 | Nabil Jeffri        | Arden International     | 1:23,497 | 18      |
| 19                | 25 | Jimmy Eriksson      | Arden International     | 1:23,535 | 19      |
| 20                | 8  | Sean Gelael         | Pertamina Campos Racing | 1:23,784 | 20      |
| 21                | 14 | Philo Paz Armand    | Trident                 | 1:24,399 | 21      |
| Zdyskwalifikowani |    |                     |                         |          |         |
|                   | 20 | Antonio Giovinazzi  | Prema Racing            | 1:22,384 | 22      |
| Poz.              | Nr | Kierowca            | Konstruktor             | Czas     | Poz. s. |

### Główny wyścig

#### Wyścig
Źródło: Wyprzedź Mnie!
| P                 | + / –     | Nr | Kierowca            | Konstruktor             | Okr. | Czas / Strata | Komentarz |
| ----------------- | --------- | -- | ------------------- | ----------------------- | ---- | ------------- | --------- |
| 1                 | Bez zmian | 2  | Siergiej Sirotkin   | ART Grand Prix          | 38   | 1:00:28,437   |           |
| 2                 | 11        | 15 | Luca Ghiotto        | Trident                 | 38   | +0:13,146     |           |
| 3                 | Bez zmian | 9  | Raffaele Marciello  | Russian Time            | 38   | +0:17,783     |           |
| 4                 | 13        | 12 | Arthur Pic          | Rapax                   | 38   | +0:25,873     |           |
| 5                 | 1         | 22 | Oliver Rowland      | MP Motorsport           | 38   | +0:27,742     |           |
| 6                 | 6         | 11 | Gustav Malja        | Rapax                   | 38   | +0:28,130     |           |
| 7                 | 2         | 5  | Alex Lynn           | DAMS                    | 38   | +0:32,730     |           |
| 8                 | 14        | 20 | Antonio Giovinazzi  | Prema Racing            | 38   | +0:36,051     |           |
| 9                 | 2         | 1  | Nobuharu Matsushita | ART Grand Prix          | 38   | +0:38,838     |           |
| 10                | 1         | 19 | Marvin Kirchhöfer   | Carlin                  | 38   | +0:43,798     |           |
| 11                | 7         | 24 | Nabil Jeffri        | Arden International     | 38   | +0:46,523     |           |
| 12                | 7         | 25 | Jimmy Eriksson      | Arden International     | 38   | +0:48,067     |           |
| 13                | 3         | 18 | René Binder         | Carlin                  | 38   | +0:50,706     |           |
| 14                | 7         | 6  | Nicholas Latifi     | DAMS                    | 38   | +0:52,389     |           |
| 15                | 7         | 4  | Jordan King         | Racing Engineering      | 38   | +0:53,034     |           |
| 16                | 5         | 14 | Philo Paz Armand    | Trident                 | 38   | +1:15,773     |           |
| Niesklasyfikowani |           |    |                     |                         |      |               |           |
|                   |           | 3  | Norman Nato         | Racing Engineering      | 28   | +10 okr.      |           |
|                   |           | 7  | Mitch Evans         | Pertamina Campos Racing | 14   | +24 okr.      |           |
|                   |           | 8  | Sean Gelael         | Pertamina Campos Racing | 8    | +30 okr.      |           |
|                   |           | 23 | Daniël de Jong      | MP Motorsport           | 8    | +30 okr.      | [ 4 ]     |
|                   |           | 10 | Artiom Markiełow    | Russian Time            | 6    | +32 okr.      | [ 4 ]     |
| Zdyskwalifikowani |           |    |                     |                         |      |               |           |
|                   |           | 21 | Pierre Gasly        | Prema Racing            | 38   | +0:17,753     | [ 5 ]     |
| P                 | + / –     | Nr | Kierowca            | Konstruktor             | Okr. | Czas / Strata | Komentarz |

#### Najszybsze okrążenie
| Nr | Kierowca          | Konstruktor    | Czas     | Okr. |
| -- | ----------------- | -------------- | -------- | ---- |
| 2  | Siergiej Sirotkin | ART Grand Prix | 1:25,209 | 31   |

### Sprint

#### Wyścig
Źródło: Wyprzedź Mnie!
| P                 | + / –     | Nr | Kierowca            | Konstruktor             | Okr. | Czas / Strata | Komentarz |
| ----------------- | --------- | -- | ------------------- | ----------------------- | ---- | ------------- | --------- |
| 1                 | 1         | 5  | Alex Lynn           | DAMS                    | 27   | 43:20,504     |           |
| 2                 | 6         | 2  | Siergiej Sirotkin   | ART Grand Prix          | 27   | +0:02,922     |           |
| 3                 | 2         | 12 | Arthur Pic          | Rapax                   | 27   | +0:04,688     |           |
| 4                 | 3         | 15 | Luca Ghiotto        | Trident                 | 27   | +0:06,206     |           |
| 5                 | 1         | 22 | Oliver Rowland      | MP Motorsport           | 27   | +0:08,187     |           |
| 6                 | 14        | 21 | Pierre Gasly        | Prema Racing            | 27   | +0:08,486     |           |
| 7                 | 1         | 9  | Raffaele Marciello  | Russian Time            | 27   | +0:09,259     |           |
| 8                 | 5         | 11 | Gustav Malja        | Rapax                   | 27   | +0:10,292     |           |
| 9                 | 13        | 10 | Artiom Markiełow    | Russian Time            | 27   | +0:14,404     |           |
| 10                | 8         | 7  | Mitch Evans         | Pertamina Campos Racing | 27   | +0:15,162     |           |
| 11                | 4         | 4  | Jordan King         | Racing Engineering      | 27   | +0:16,727     |           |
| 12                | 3         | 1  | Nobuharu Matsushita | ART Grand Prix          | 27   | +0:21,319     |           |
| 13                | 1         | 25 | Jimmy Eriksson      | Arden International     | 27   | +0:25,154     |           |
| 14                | 4         | 19 | Marvin Kirchhöfer   | Carlin                  | 27   | +0:25,292     |           |
| 15                | 2         | 18 | René Binder         | Carlin                  | 27   | +0:25,768     |           |
| 16                | 5         | 23 | Daniël de Jong      | MP Motorsport           | 27   | +0:34,778     |           |
| 17                | 3         | 6  | Nicholas Latifi     | DAMS                    | 27   | +0:41,617     |           |
| 18                | 1         | 3  | Norman Nato         | Racing Engineering      | 26   | +1 okr.       |           |
| 19                | Bez zmian | 8  | Sean Gelael         | Pertamina Campos Racing | 24   | +3 okr.       |           |
| Niesklasyfikowani |           |    |                     |                         |      |               |           |
|                   |           | 14 | Philo Paz Armand    | Trident                 | 22   | +5 okr.       |           |
|                   |           | 20 | Antonio Giovinazzi  | Prema Racing            | 13   | +14 okr.      |           |
|                   |           | 24 | Nabil Jeffri        | Arden International     | 6    | +21 okr.      |           |
| P                 | + / –     | Nr | Kierowca            | Konstruktor             | Okr. | Czas / Strata | Komentarz |

#### Najszybsze okrążenie
| Nr | Kierowca         | Konstruktor  | Czas     | Okr. |
| -- | ---------------- | ------------ | -------- | ---- |
| 10 | Artiom Markiełow | Russian Time | 1:25,236 | 20   |

## Klasyfikacja po zakończeniu rundy

### Kierowcy
| P  | +/− | Kierowca            | Starty | Punkty | P1 | P2 | P3 | PP | NO | NS |
| -- | --- | ------------------- | ------ | ------ | -- | -- | -- | -- | -- | -- |
| 1  | +7  | Siergiej Sirotkin   | 14     | 113    | 2  | 2  | 2  | 3  | 1  | 3  |
| 2  | −1  | Pierre Gasly        | 14     | 111    | 2  | 2  | 1  | 2  | 2  | 3  |
| 3  | 0   | Raffaele Marciello  | 14     | 102    | –  | –  | 4  | –  | –  | –  |
| 4  | −2  | Antonio Giovinazzi  | 14     | 100    | 2  | 2  | –  | 1  | 1  | 3  |
| 5  | −1  | Oliver Rowland      | 14     | 99     | –  | 1  | 3  | –  | –  | –  |
| 6  | −1  | Norman Nato         | 14     | 81     | 1  | 1  | 1  | 1  | 1  | 3  |
| 7  | −1  | Jordan King         | 14     | 80     | 2  | 1  | 1  | –  | 1  | 1  |
| 8  | −1  | Mitch Evans         | 14     | 77     | 1  | –  | –  | –  | 2  | 2  |
| 9  | +2  | Alex Lynn           | 14     | 72     | 2  | –  | 1  | –  | –  | 2  |
| 10 | −1  | Artiom Markiełow    | 14     | 67     | 1  | –  | –  | –  | 2  | 3  |
| 11 | +1  | Luca Ghiotto        | 14     | 64     | –  | 2  | –  | –  | 1  | 3  |
| 12 | −2  | Nobuharu Matsushita | 12     | 58     | 1  | –  | –  | –  | 3  | 2  |
| 13 | +4  | Arthur Pic          | 14     | 36     | –  | –  | 1  | –  | –  | 3  |
| 14 | −1  | Sean Gelael         | 14     | 24     | –  | 1  | –  | –  | –  | 4  |
| 15 | −1  | Nicholas Latifi     | 14     | 21     | –  | 1  | –  | –  | –  | 4  |
| 16 | −1  | Marvin Kirchhöfer   | 14     | 20     | –  | 1  | –  | –  | –  | 2  |
| 17 | −1  | Sergio Canamasas    | 12     | 14     | –  | –  | –  | –  | –  | 2  |
| 18 | +2  | Gustav Malja        | 14     | 12     | –  | –  | –  | –  | –  | 1  |
| 19 | −1  | Jimmy Eriksson      | 14     | 10     | –  | –  | –  | –  | –  | 3  |
| 20 | −1  | Daniël de Jong      | 14     | 6      | –  | –  | –  | –  | –  | 1  |
| 21 | 0   | Nabil Jeffri        | 14     | 2      | –  | –  | –  | –  | –  | 4  |
| 22 | +1  | René Binder         | 4      | 0      | –  | –  | –  | –  | –  | –  |
| 23 | −1  | Philo Paz Armand    | 14     | 0      | –  | –  | –  | –  | –  | 6  |
| P  | +/− | Kierowca            | Starty | Punkty | P1 | P2 | P3 | PP | NO | NS |

### Zespoły
| P  | +/− | Konstruktor             | Starty | Punkty | P1 | P2 | P3 | PP | NO | NS |
| -- | --- | ----------------------- | ------ | ------ | -- | -- | -- | -- | -- | -- |
| 1  | 0   | Prema Racing            | 28     | 211    | 4  | 4  | 1  | 7  | 3  | 6  |
| 2  | +2  | ART Grand Prix          | 28     | 171    | 3  | 2  | 2  | 6  | 4  | 5  |
| 3  | 0   | Russian Time            | 28     | 169    | 1  | –  | 4  | –  | 2  | 3  |
| 4  | −2  | Racing Engineering      | 28     | 161    | 3  | 2  | 2  | 2  | 3  | 4  |
| 5  | +1  | MP Motorsport           | 28     | 105    | –  | 1  | 3  | –  | –  | 1  |
| 6  | −1  | Pertamina Campos Racing | 28     | 101    | 1  | 1  | –  | –  | 2  | 6  |
| 7  | 0   | DAMS                    | 28     | 93     | 2  | 1  | 1  | –  | –  | 6  |
| 8  | 0   | Trident                 | 28     | 64     | –  | 2  | –  | –  | 1  | 9  |
| 9  | +1  | Rapax                   | 28     | 48     | –  | –  | 1  | –  | –  | 4  |
| 10 | −1  | Carlin                  | 28     | 34     | –  | 1  | –  | –  | –  | 4  |
| 11 | 0   | Arden International     | 28     | 12     | –  | –  | –  | –  | –  | 7  |
| P  | +/− | Kierowca                | Starty | Punkty | P1 | P2 | P3 | PP | NO | NS |